# MD-NET
Das MD-Net (Muskeldystrophie-Netzwerk) ist ein interdisziplinäres ärztliches Netzwerk mit dem Zweck der Erforschung von Muskeldystrophien. Ein Ziel des Netzwerks ist es, das Verständnis für die Krankheitsentstehung der Muskeldystrophien zu vertiefen, die Diagnose der Krankheiten zu optimieren und Therapien zu deren effektiven Behandlung zu entwickeln.
Das Netzwerk besteht seit 2003 und wird im Rahmen der Einrichtung von Netzwerken für seltene Erkrankungen durch das Bundesministerium für Bildung und Forschung (BMBF) gefördert. Koordiniert werden die Netzwerkaktivitäten über das Friedrich-Baur-Institut an der Neurologischen Klinik der Universität München.
MD-NET ist außerdem Partnerorganisation im europäischen Forschungsprojekt Eurobiobank und seit 2007 im europäischen Forschungsnetzwerk TREAT-NMD.